# Rozbudowa inżynieryjna terenu
Rozbudowa inżynieryjna terenu - jest to ogół prac wykonywanych w ramach zabezpieczenia inżynieryjnego działań bojowych wojsk w celu przystosowania terenu do prowadzenia walki. Rozbudowa inżynieryjna terenu obejmuje: budowę obiektów fortyfikacyjnych (transzei, rowów łączących, okopów, stanowisk ogniowych, punktów obserwacyjnych, stanowisk dowodzenia, ukryć, schronów, szczelin itp.), zapór inżynieryjnych, dróg i mostów; przystosowanie rubieży do wykonywania kontrataków i przeciwuderzeń; wykonanie zapasowych obiektów fortyfikacyjnych i rejonów rozmieszczenia wojsk. Rozbudowę inżynieryjną terenu realizują wszystkie rodzaje wojsk i służb zgodnie z planem zabezpieczenia inżynieryjnego działań bojowych.